# Westlicher Mailandsiepen

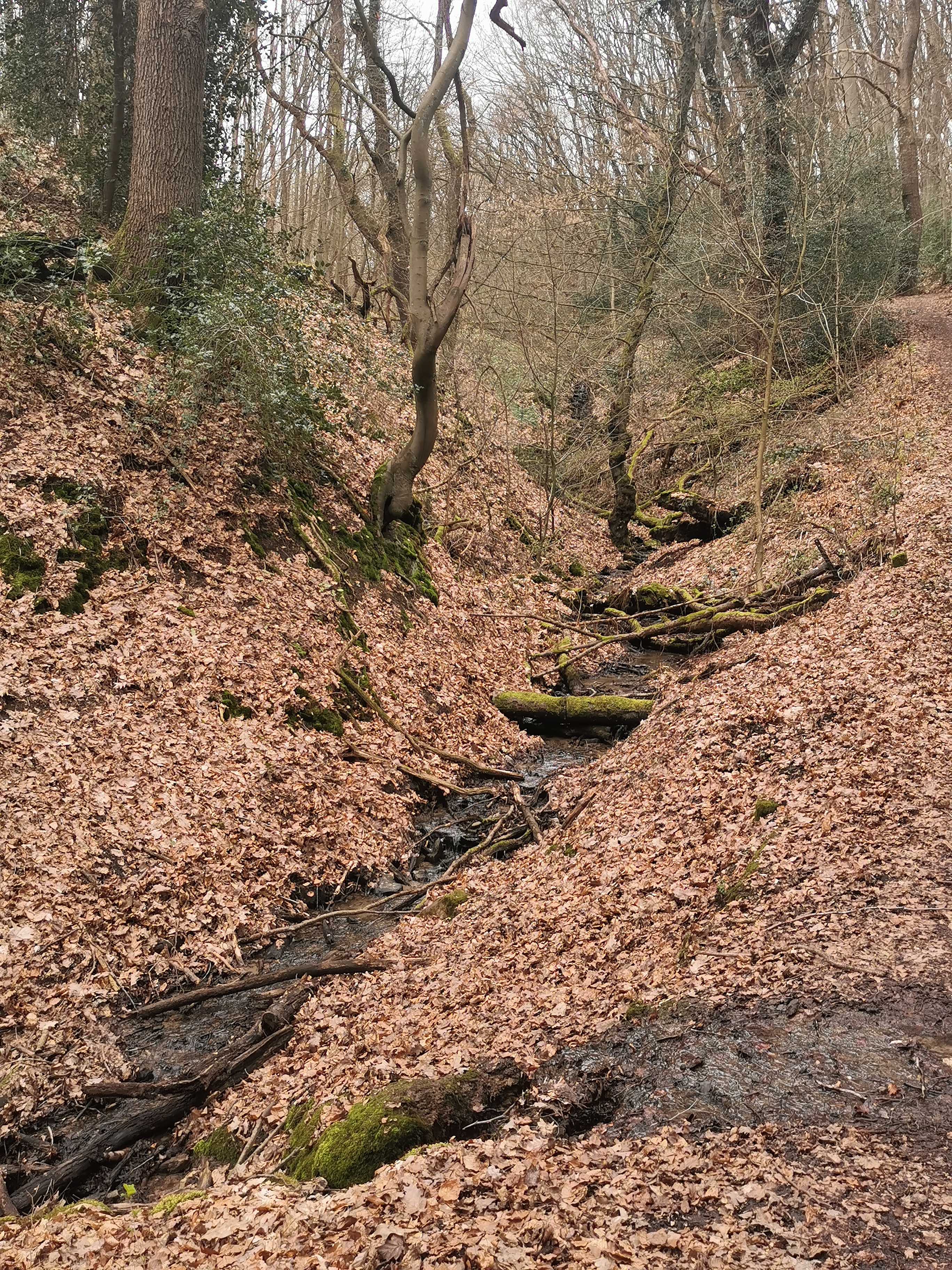
Der Siepen in Stiepel

Der Westliche Mailandsiepen ist ein Kerbtal in Bochum-Stiepel. Das Gebiet ist weitgehend ein Rotbuchenwald. 
Das Fließgewässer entspringt an der Galgenfeldstraße. Zwei ehemals für die Fischzucht genutzte Stauteiche sind noch erhalten, andere Teiche wurden bereits zurückgebaut. Der Bach entleert sich bei Oveney in den Kemnader See, einer Staustufe der Ruhr. Die Gewässergüte hat die Güteklasse I.